# ولسوالی حضرت سلطان
ولسوالی حضرت سلطان یکی از ۷ ولسوالی‌‌‌‌ ولایت سمنگان، به مرکزیت حضرت سلطان در شمال افغانستان است. حضرت سلطان خانه ابدی شاعر و عارف بزرگ وقت سلطان بایزید بسطامی است کی نام این ولسوالی از نام این عارف و شاعر بزرگ گرفته شده است. این ولسوالی از ولسوالی‌های درجه سوم ولایت سمنگان بوده، پهناوری آن ۹۸۵ کیلومتر مربع است و با ۴۷٬۵۸۳ نفر جمعیت در سال ۱۳۹۹، پنجمین ولسوالی پر جمعیت ولایت سمنگان می‌باشد.
ولسوالی حضرت سلطان در ۲۰ کیلومتری شمال شهر آیبک قرار دارد و از شمال و شرق با ولایت قندوز، از غرب با ولسوالی فیروزنخچیر، از جنوب با ولسوالی‌های آیبک و خرم و سارباغ و از جنوب شرق با ولسوالی دره‌صوف پایین محدود می‌باشد.

## منبع‌ها
1. ↑  «برآورد نفوس کشور:١٣٩٩» (PDF). اداراه احصائیه مرکزی افغانستان. ٢٨ می ٢٠٢٠. بایگانی‌شده از اصلی (PDF) در ۳ ژوئیه ۲۰۲۰. دریافت‌شده در ٢٨ می ٢٠٢١.

- مشارکت‌کنندگان ویکی‌پدیا. «Samangan Province». در دانشنامهٔ ویکی‌پدیای انگلیسی، بازبینی‌شده در ۴ اسفند ۱۳۹۰ خورشیدی.